# Chiloscyphus fragmentissimus
Chiloscyphus fragmentissimus là một loài Rêu trong họ Lophocoleaceae. Loài này được (R.M. Schust.) J.J. Engel & R.M. Schust. mô tả khoa học đầu tiên năm 1984.